# Arbust

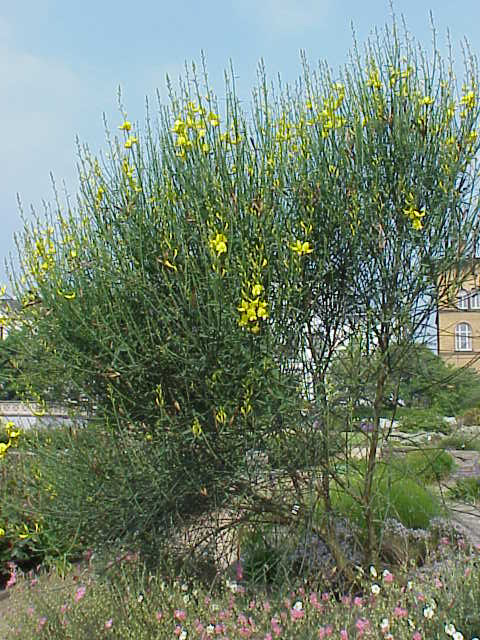
La ginesta és un tipus d'arbust

Un arbust és el nom d'una forma vegetal. Un arbust és una planta llenyosa que sol tenir entre 0,5 i 5 metres d'alçària. Normalment, té troncs múltiples i cap d'aquests és preponderant.
Hi ha molts casos en els quals un arbre es confon amb un arbust perquè està poc desenvolupat. Aquest és el cas del garric i del boix, que en els Països Catalans són plantes de menys de 5 metres d'alçària, però que en altres latituds, si les condicions ambientals són favorables i aquestes plantes creixen sense pertorbacions humanes, arriben a tenir forma d'arbre. Catalunya és especialment rica en espècies endèmiques d'arbusts i camèfits.
En agricultura, també alguns arbres es conreen en forma d'arbust, com és el cas de l'avellaner, amb diversos troncs des de terra. En climes relativament freds o en condicions difícils de clima i de terreny, àdhuc un arbre com la figuera només pot créixer en forma arbustiva.
La meitat de les espècies d'arbusts d'Europa estan en perill d'extinció, segons la Unió Internacional per la Conservació de la Natura.

## Estructura botànica

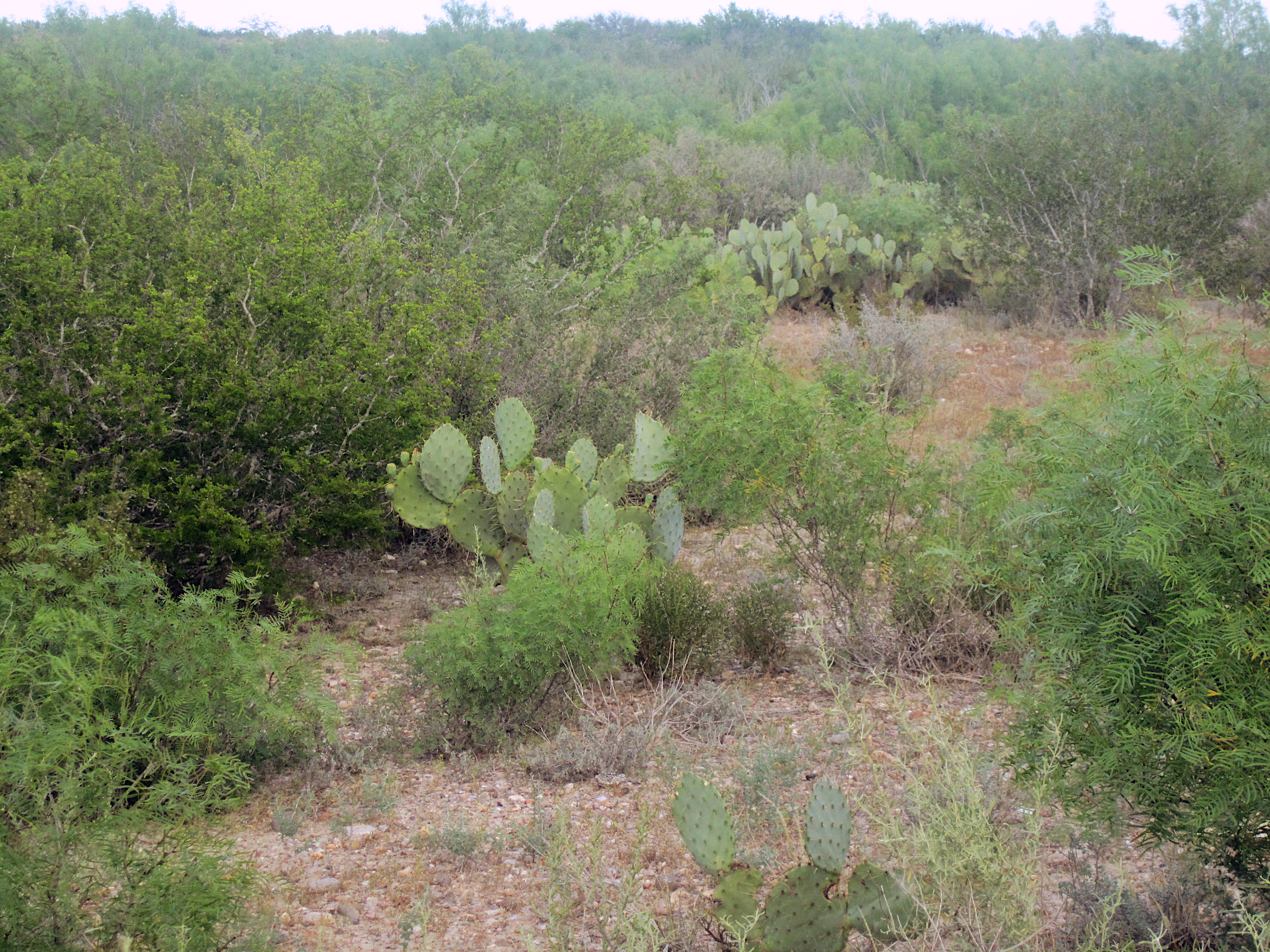
Vegetació arbustiva (amb alguns cactus) al comtat de Webb, Texas

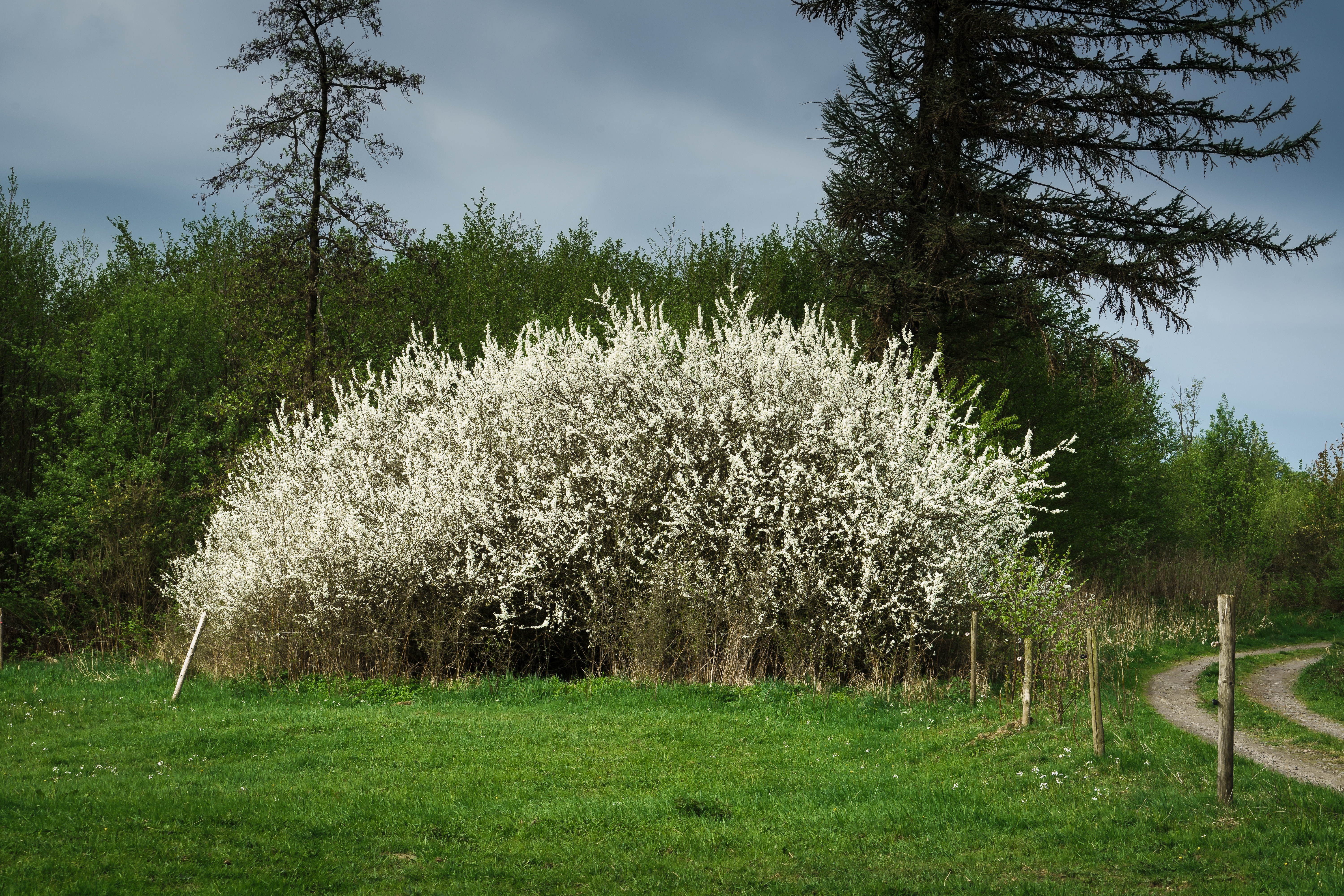
Prunus spinosa a Vogelsberg

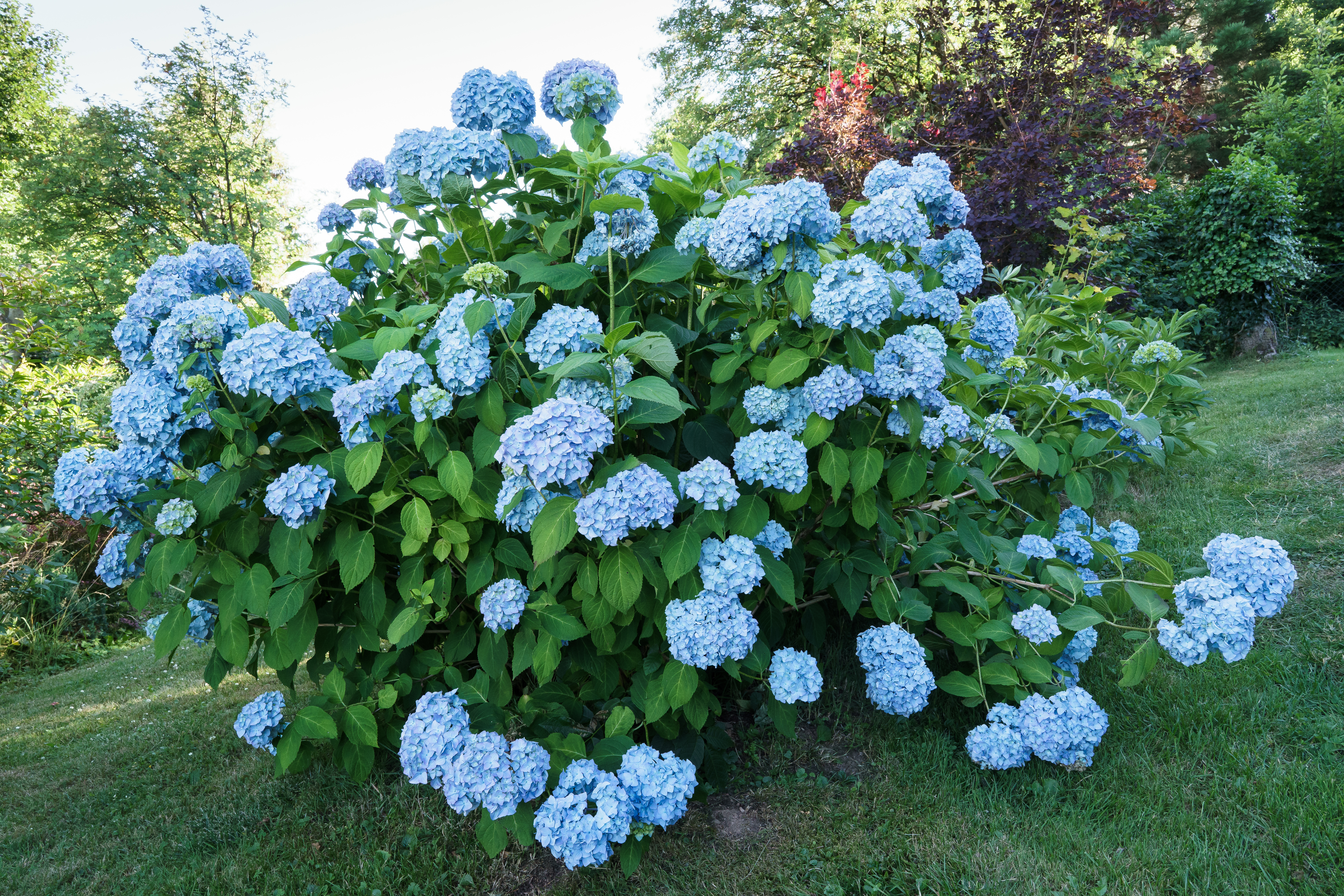
Hydrangea macrophylla

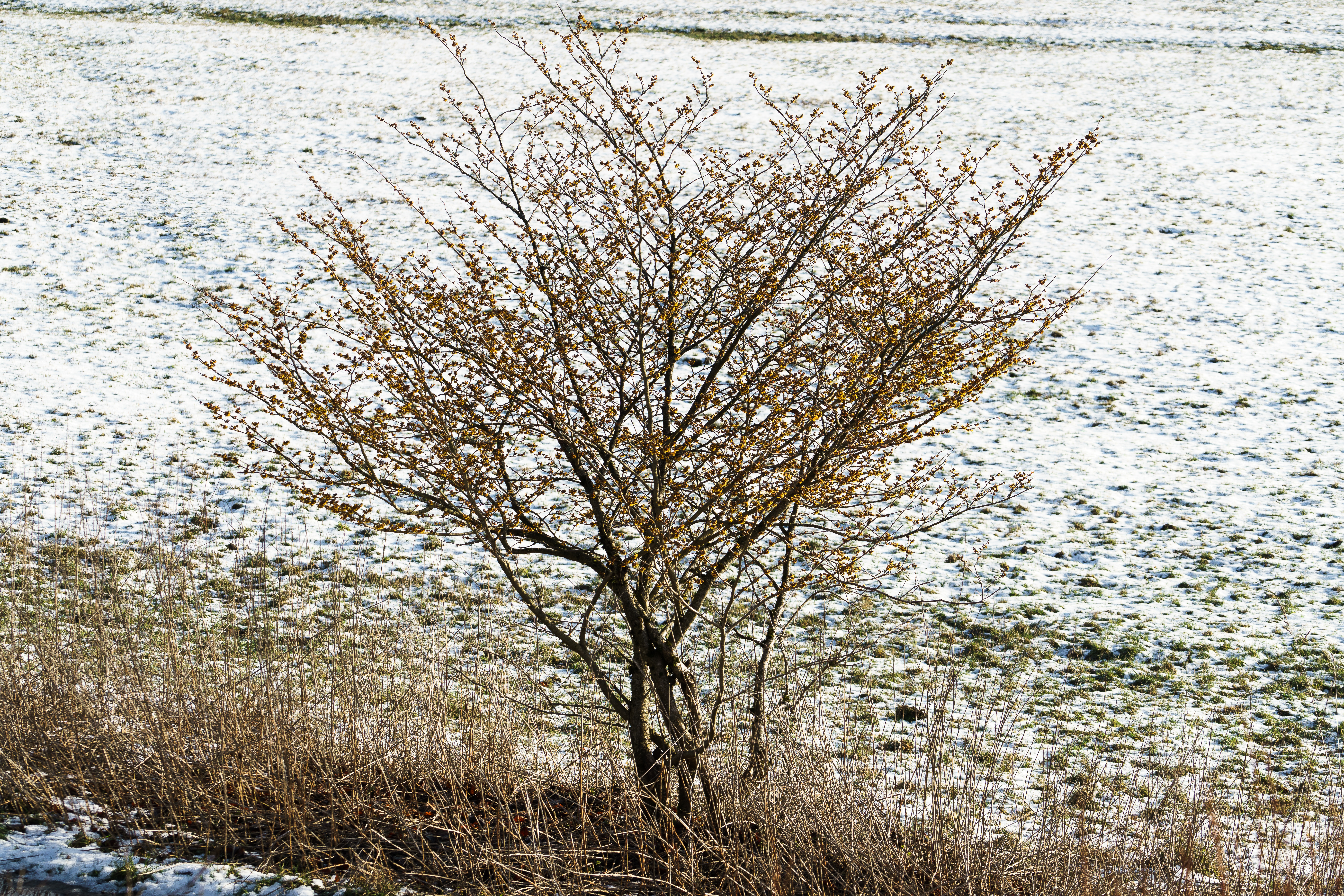
Floració d'hivern d' Hamamelis

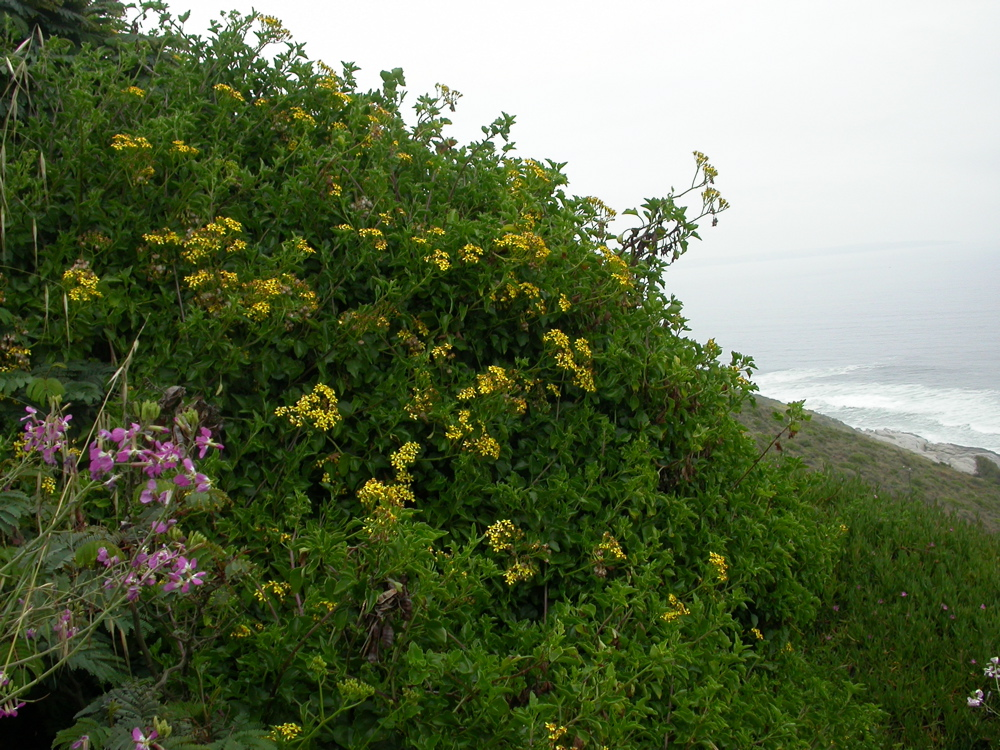
Senecio angulatus, un arbust vora el mar (de flors grogues).

En botànica i ecologia, un arbust s'utilitza més específicament per descriure el dosser arbori o forma de vida vegetal de les plantes llenyoses que són inferiors a 6 metres d'alçada i, generalment, sorgeixen múltiples tiges a la superfície o prop de la superfície del sòl. Per exemple, un sistema descriptiu àmpliament adoptat a Austràlia es basa en característiques estructurals basades en la forma de vida, a més de l'alçada i la quantitat de coberta de fullatge de la capa més alta o de l'espècie dominant.
Pels arbusts que tenen entre 2 i 8 metres d'alçada, es classifiquen les següents formes estructurals:
- coberta de fullatge dens (70–100%) — arbusts tancats
- coberta de fullatge de densitat mitjana (30–70%) - arbusts oberts
- coberta de fullatge escàs (10–30%) — arbustal alt
- coberta de fullatge molt escassa (<10%) — Matoll obert alt

Per als arbustos de menys de 2 metres d'alçada, es classifiquen les següents formes estructurals:
- coberta de fullatge dens (70–100%) — tancat-landa o tancat matoll baix—(Amèrica del Nord)
- Coberta de fullatge de densitat mitjana (30–70%) — bruc obert o arbustos baixos de densitat mitjana — (Amèrica del Nord)
- coberta de fullatge escàs (10–30%) — arbusts baixos
- coberta de fullatge molt escassa (<10%) — Matoll obert baix

## Llista d'arbusts
Aquells marcats amb un asterisc poden arribar a desenvolupar-se fins a adoptar una forma d'arbre.
A
- Abelia
- Acer *
- Actinidia
- Aloe
- Aralia *
- Arctostaphylos *
- Aronia
- Artemísia
- Aucuba

B
- Berberis
- Bougainvillea
- Brugmansia
- Buddleja
- Buxus *

C
- Calia
- Callicarpa *
- Callistemon *
- Calluna
- Calycanthus
- Camellia *
- Caragana *
- Carpenteria
- Caryopteris
- Cassiope
- Ceanothus *
- Celastrus *
- Ceratostigma
- Cercocarpus *
- Chaenomeles
- Chamaebatiaria
- Chamaedaphne
- Chimonanthus
- Chionanthus
- Choisya *
- Cistus
- Clerodendrum
- Clethra *
- Clianthus
- Colletia
- Colutea
- Comptonia
- Cornus *
- Corylopsis *
- Cotinus *
- Cotoneaster *
- Cowania
- Crataegus *
- Crinodendron *
- Cytisus *

D
- Daboecia
- Danae
- Daphne
- Decaisnea
- Dasiphora
- Dendromecon
- Desfontainea
- Deutzia
- Diervilla
- Dipelta
- Dirca
- Dracaena *
- Drimys*
- Dryas

E
- Edgeworthia *
- Elaeagnus *
- Embothrium *
- Empetrum
- Enkianthus
- Ephedra
- Epigaea
- Erica
- Eriobotrya *
- Escallonia
- Eucryphia *
- Euonymus *
- Exochorda

F
- Fabiana
- Fallugia
- Fatsia
- Forsythia
- Fothergilla
- Franklinia *
- Fremontodendron
- Fuchsia *

G
- Garrya *
- Gaultheria
- Gaylussacia
- Genista *
- Gordonia *
- Grevillea
- Griselinia *

H
- Hakea  *
- Halesia *
- Halimium (Rockrose)
- Hamamelis  *
- Hebe
- Hedera (heures)
- Helianthemum (heliantems)
- Hibiscus (hibiscs) *
- Hippophae  *
- Hoheria  *
- Holodiscus
- Hudsonia
- Hydrangea
- Hypericum
- Hyssopus

I
- Ilex *
- Illicium *
- Indigofera
- Itea

J
- Jamesia
- Jasminum
- Juniperus  *

K
- Kalmia
- Kerria
- Kolkwitzia

L
- Lagerstroemia *
- Lapageria
- Lantana
- Lavandula
- Lavatera
- Ledum
- Leitneria  *
- Lespedeza  *
- Leptospermum  *
- Leucothoe
- Leycesteria
- Ligustrum  *
- Lindera  *
- Linnaea
- Lonicera
- Lupinus
- Lycium

M
- Magnolia (magnòlies)
- Mahonia
- Malpighia
- Menispermum
- Menziesia
- Mespilus *
- Microcachrys
- Myrica  *
- Myricaria
- Myrtus *

N
- Neillia
- Nerium

O
- Olearia  *
- Osmanthus

P
- Pachysandra
- Paeonia
- Persoonia
- Philadelphus  *
- Phlomis
- Photinia  *
- Physocarpus  *
- Pieris
- Pistacia  *
- Pittosporum  *
- Plumbago
- Polygala
- Poncirus *
- Prunus  *
- Purshia
- Pyracantha

Q
- Quassia  *
- Quercus (roure) *
- Quillaja
- Quintinia *

R
- Rhamnus  *
- Rhododendron (rododendre, azalea) *
- Rhus  *
- Ribes
- Romneya
- Rosa
- Rosmarinus
- Rubus
- Ruta

S
- Sabia *
- Salix (Willow) *
- Salvia (Sage)
  - Salvia subg. Perovskia
- Sambucus (saüc) *
- Santolina
- Sapindus  *
- Senecio (seneci)
- Simmondsia (jojoba)
- Skimmia
- Smilax
- Sophora *
- Sorbaria
- Spartium (ginesta)
- Spiraea  *
- Staphylea  *
- Stephanandra
- Styrax *
- Symphoricarpos (Snowberry)
- Syringa *

T
- Tamarix (tamarius) *
- Taxus  *
- Telopea  *
- Thuja cvs. (Arborvitae) *
- Thymelaea
- Thymus (timó)
- Trochodendron *

U
- Ulex
- Ulmus pumila celer
- Ungnadia

V
- Vaccinium
- Verbesina centroboyacana
- Verbena (berbena)

- Viburnum  *
- Vinca
- Viscum

W
- Weigela

X
- Xanthoceras
- Xanthorhiza
- Xylosma

Y
- Yucca (iuca, Yucca brevifolia) *

Z
- Zanthoxylum *
- Zauschneria
- Zenobia
- Ziziphus *